# Heidi – Das Musical
Heidi – Das Musical ist ein Musical von Shaun McKenna mit der Musik von Stephen Keeling.

## Entstehung
Die Idee zum Musical hatte Stefan Mens nicht in der Schweiz, sondern in Belgien. Das Werk entstand mit Komponist Stephen Keeling und Autor Shaun McKenna zunächst in Englischer Sprache und wurde danach ins Deutsche und ins Schweizerdeutsche übersetzt.
Das Musical verknüpft die allseits bekannte Heidi-Geschichte  mit der Biografie von Johanna Spyri und ist ausdrücklich für Erwachsene Zuschauer ausgelegt. 
Das Musical wurde jeweils von Mitte Juli bis Ende August auf der Freilicht-Seebühne am Ostufer des Walensees in Walenstadt aufgeführt. Es wurden pro Saison 25 bis 27 Aufführungen gezeigt. Regie führte der Schweizer Stefan Huber und die musikalische Leitung lag in den Händen von Stefan Mens.

## «Heidi – Das Musical»
In den Sommermonaten der Jahre 2005 und 2006 wurde Heidi – Das Musical (rückblickend als Teil 1 bezeichnet) auf der Seebühne in Walenstadt aufgeführt. Das Musical basiert auf dem Roman Heidis Lehr- und Wanderjahre von Johanna Spyri. In der Handlung wurde Johanna Spyris Leben eng mit ihrer Romanfigur Heidi verwoben. Darum wurden auf der Bühne die Biografien dieser beiden Personen parallel inszeniert.
Nach der Produktion in Walenstadt wurde das Stück ab Dezember 2006 auch im Anhaltischen Theater in Dessau gespielt.

## «Heidi – Das Musical» (Teil 2)
In den Jahren 2007 und 2008 folgte ein zweiter Teil. Dieses Musical ist wie das erste eine Doppelgeschichte, bestehend aus dem Leben von Johanna Spyri und aus dem ihrer Romanfigur Heidi. Es zeigt die Schriftstellerin bereits als Witwe und an ihrem zweiten Heidiroman, Heidi kann brauchen, was es gelernt hat schreibend. Die enge Verknüpfung der Lebensrealität der Autorin mit der Welt ihrer Romanfigur wird unter anderem in einem Duett dieser beiden Figuren dargestellt. Dabei singt Johanna Spyri Hochdeutsch und Heidi in einer Schweizer Mundart.

## «Heidi – Das Musical (Teil 3) – Wie alles begann»
Der dritte Teil wurde zwar geschrieben aber nie aufgeführt. Die Handlung ist als Prequel zum ersten Teil angelegt und erzählt die Kindheit von Johanna Heusser, der späteren Autorin der Heidi-Romane, und davon ausgehend die Entstehung der Welt von Heidi.
Johanna leidet unter der strengen Erziehung durch ihre religiösen und prüden Eltern in Hirzel. Sie flüchtet sich zu ihrer erfundenen Freundin Adelheid. Gleichzeitig suchen die Eltern Bernhard Spyri als ihren Ehemann aus, aber Johanna verliebt sich in den jungen Dichter Heinrich Luethold. Ihre imaginäre Freundin Adelheid verliebt sich gleichzeitig in den jungen Tischler Tobias, der von seiner Lehre in Mels ins Dörfli zurückkehrt. Johanna will Heinrich heiraten und auch bei Adelheid steht die Hochzeit bevor, als Johanna nach Zürich geschickt wird und Tobias’ Vater heimkehrt, der später Alpöhi genannt wird. Johanna widersetzt sich der erzwungenen Hochzeit mit Bernhard Spyri und Adelheid wird schwanger, aber das Glück ist nur von kurzer Dauer.